# Thrice Woven
Thrice Woven es el sexto álbum de estudio de la banda estadounidense de black metal Wolves in the Throne Room. El álbum fue lanzado el 22 de septiembre de 2017 a través del sello discográfico propio de la banda, Artemisia Records. Fue producido en colaboración con Randall Dunn y grabado principalmente en su propio estudio de grabación, Owl Lodge, en Olympia, Washington, Estados Unidos, el cual fue construido por los hermanos Weaver. Las baterías se grabaron en el Studio Litho en Seattle.
Thrice Woven recibió reseñas generalmente favorables por parte de la crítica musical tras su lanzamiento.

## Contexto
Thrice Woven es el primer álbum de black metal de Wolves in the Throne Room desde Celestial Lineage (2011), el cual la banda considera el capítulo final de una trilogía de álbumes que incluye Two Hunters, Black Cascade y Celestial Lineage. La banda considera su álbum ambiental de 2014, Celestite, como una obra complementaria a Celestial Lineage, más que una continuación, y también han afirmado categóricamente que Thrice Woven no está conectado con los discos anteriores; como resultado, Thrice Woven puede considerarse el primer álbum “auténtico” de la banda desde 2011.
También es el primer álbum grabado casi en su totalidad en el estudio casero de la banda, Owl Lodge, y el primero en contar con Kody Keyworth como nuevo miembro permanente, participando en guitarras y voces.

## Grabación y producción
El álbum fue grabado casi en su totalidad en el estudio casero de la banda, Owl Lodge, en Olympia, Washington. Las baterías se grabaron en el Litho Studio, en Seattle, junto a Jack Shirley. Según Aaron Weaver, “Una vez terminamos las baterías, llevamos las sesiones de vuelta a nuestro estudio en Olympia, llegó Randall Dunn y más o menos trazamos un plan para montar el disco”. También explicó:
“Nathan y yo trabajábamos solos, grabando guitarras, sintetizadores, lo que fuera, y luego Randall venía, lo revisaba y nos daba sugerencias. Él también grabó bastantes cosas — siempre toca algo de sintetizador en nuestros discos. Una vez terminamos toda la grabación, nos reunimos otra vez con Randall en Seattle y mezclamos en el Avast! Studio”.
En otra entrevista, Aaron Weaver explicó:
“Más o menos a mitad del proceso de grabación, nos dimos cuenta de que era hora de invitar a Kody Keyworth a ser un miembro oficial de la banda. Llevaba seis años tocando la guitarra con nosotros en las giras. Mientras grabábamos Thrice Woven, simplemente supimos que Kody tenía que estar en este disco — a partir de ahora, forma parte de esta banda”.
Como resultado, Keyworth “aportó su toque a Thrice Woven, pero no participó en el trabajo inicial de estas canciones”.

## Estilo musical y composición
Thrice Woven ha sido descrito como significativamente más agresivo y más cercano al black metal tradicional que muchos de los álbumes anteriores de la banda, y tanto los críticos como los propios miembros de Wolves in the Throne Room han destacado el papel del nuevo guitarrista Kody Keyworth en el sonido del disco.
NPR Music escribió que la canción de apertura del álbum:
“recuerda al WITTR de Two Hunters y Black Cascade, pero es inmediatamente más audaz, con una ferocidad recién descubierta que parece no estar atada al pasado”.
Decibel señaló que el álbum:
“está definido en gran medida por el tradicionalismo, específicamente por el tradicionalismo del black metal de segunda ola”.
Por su parte, Thom Jurek de AllMusic también observó que:
"Thrice Woven vuelve a sumergirse en la negrura, con riffs característicos, temas épicos y relatos de adoración pagana de la naturaleza que definieron la identidad de Wolves in the Throne Room. Es un regreso al poder arrollador y en múltiples capas que hizo de Black Cascade de 2009 una obra maestra”.

## Lanzamiento, promoción y marketing
Wolves in the Throne Room anunció los primeros detalles de Thrice Woven (incluyendo la lista de canciones, la fecha de lanzamiento y la portada del álbum) el 28 de junio de 2017, junto con un breve tráiler promocional.
El 17 de julio, la banda estrenó su primer videoclip oficial, correspondiente a la canción «Born from the Serpent's Eye», que mostraba la primera mitad de esta pieza de casi 10 minutos.
Según declaró la banda:
“Encendimos una hoguera y nos lanzamos con fuerza a tocar el primer tercio de nuestra canción Born From The Serpent’s Eye. Esta fue la primera vez que tocamos el tema con el nuevo guitarrista Kody Keyworth y fue una maldita locura. Peter y Nico captaron la magia. ¡Que las buenas llamas ardan!”
El 21 de agosto, la banda estrenó la canción «Angrboda» en su totalidad como parte de la serie Singles 2017 de Adult Swim. Posteriormente, el 11 de septiembre, presentaron también «Mother Owl, Father Ocean» como una pieza complementaria a la ya publicada Angrboda.
El álbum fue lanzado oficialmente el 22 de septiembre de 2017 a través del sello discográfico de la banda, Artemisia Records.

## Gira
La banda anunció que realizaría una gira por Estados Unidos durante el otoño de 2017, junto a Pillorian, desde el 29 de septiembre hasta el 25 de octubre.
También anunciaron una gira europea del 15 de noviembre al 15 de diciembre de 2017, con el apoyo de Aluk Todolo y Wiegedood.

## Recepción crítica
Thrice Woven recibió críticas generalmente positivas. En Metacritic, que asigna una puntuación normalizada sobre 100 a reseñas de medios especializados, el álbum obtuvo una media de 76 puntos, basada en 14 críticas, lo que indica «reseñas generalmente favorables».
Los críticos destacaron mayoritariamente el enfoque más agresivo y tradicionalmente black metal del álbum, especialmente en comparación con trabajos anteriores de la banda.
The A.V. Club escribió:
“Desde su aclamado debut Diadem Of 12 Stars, Wolves In The Throne Room no había sonado tan fuerte y constante; en su estruendo sostenido, se asemeja a uno de los directos de la banda, que tienden a ser un constante blitzkrieg abrasador, sin pasajes de drone”.
Sin embargo, añadieron que “siendo esto un disco de WITTR, la furia viene en olas que se estrellan, emergiendo monstruosamente de tramos de calma plácida”.
Decibel nombró al álbum como 'Best New Noise' y elogió Thrice Woven como “un regreso a las glorias del pasado”, destacando en particular la fuerza de la composición.

## Pistas
| N.º | Título                                                   | Duración |  |
| 1.  | «Born from the Serpent's Eye» (Con Anna von Hausswolff.) | 9:37     |  |
| 2.  | «The Old Ones Are with Us» (Con Steve Von Till.)         | 8:36     |  |
| 3.  | «Angrboda»                                               | 10:02    |  |
| 4.  | «Mother Owl, Father Ocean» (Con Anna von Hausswolff.)    | 2:33     |  |
| 5.  | «Fires Roar in the Palace of the Moon»                   | 11:29    |  |

## Personal

### Wolves in the Throne Room
- Nathan Weaver — voces, guitarras.
- Aaron Weaver — batería, sintetizadores.
- Kody Keyworth — guitarras, voces.

### Músicos adicionales
- Don McGreey — guitarra acústica (en la pista 1).
- Steve Von Till — voces, guitarra acústica (en la pista 2).
- Anna Von Hausswolff — voces (en las pistas 1 y 4).
- Phil Petrocelli — percusión (en la pista 4).
- Zeynep Oyku Yilmaz — arpa de concierto (en la pista 4).

### Personal técnico y adicional
- Randall Dunn — producción, ingeniería.
- Jason Ward — masterización.
- Jack Shirley — ingeniería.
- William Smith — ingeniería adicional.
- Denis Forkas Kostromitin — arte de portada.
- John Westrock — fotografía.